# Рагнар Малм
Карл Оскар Рагнар Малм (швед. Ragnar Malm; Стокхолм, 14. мај 1893 — Упсала, 30. март 1958) био је шведски бициклиста .
Малм је био шведски првак на 100 км појединачно на квалификационом тесту за учешће на Летњим олимпијским 1912. у свом родном граду. Чланови екипе у саставу Ерик Фриборг (7), Малм (8), Аксел Персон (9)  и Алгот Лен (10) постали су олимпијски победници у екипној трци, која је била резултат поједначних резултата (појединачних времена) прве четворице из сваке репрезентације. У појединачном пласману Малм је освојио осмо место иза Фрибура.
Био је национални првак 1913. 10 км екипно на хронометар. Победио је 1915. и на годишњој Скандинаској трци у Упсали, да би то поновио још пет пута у току каријере (1917—1919, 1922 и 1924). Посебна је била 1918. када је био двоструки првак шведске (појединачно и екипно) као и победни Скадинавске трке у Упсали.  
Због добре форме Малм је оштећен отказивањем Олимпијских играра 1916. због Првог светског рата, па је једва дочекао следеће Летње олимпијске игре 1920. у Амстердаму. Овај пут је заузео седмо место у појединачној конкуренцији, а у екипној освојио је сребрну медаљу. Екипу (најбоља четворица) која је бодована за друго место чинили су: Хари Стенквист (1), Малм (7), Аксел Персон (12) и Сиге Линдберг (22).  Године 1920. Малм је такође постао национални првак у пијединачној и екипној трци на 100 км.
Године 1921 и 1922. године Малм је победио на првенствима Шведске на 100 км.  На трећем учешћу на Летњим олимпијским играма 1924. у Париз Малм је  завршио 17. у појединакној конкуренции, а са екипом (бодовала се прва тројица) Гунар Скелд (4), Ерик Болин (7), Малм] (17) и Ерик Бјурберг (није завршио трку) освојио је бронзану медаљу.